# Jervand Soekiasjan
Jervand Soekiasjan (Armeens: Երվանդ Սուքիասյան Ervand Suk’iasyan) (Jerevan, 20 januari 1967) is een gewezen Armeens voetballer die in de centrale verdediging speelde. Hij speelde 35 interlands voor het Armeense nationaal voetbalelftal sinds zijn debuut in 1994.
Soekiasjan eindigde zijn speelcarrière bij PAE Kerkyra in de Griekse Gamma Ethniki.